# Orturano
Orturano è una frazione del Comune di Bagnone nel lato occidentale del suo territorio. 

## Geografia
Orturano sorge in cima e sul fianco di un'altura nel lato occidentale del comune di Bagnone a 400 m s.l.m., all'interno della cornice dell'Appennino Tosco-Emiliano. 
La frazione si divide a sua volta in Orturano di basso e Orturano alto.
Il confine lo determina la vecchia mulattiera che collegava la frazione a Bagnone in prossimità dell'Oratorio San Giuseppe.
Orturano di basso comprende la Chiesa di Santa Maria Assunta in cielo del XVI secolo e i cimiteri; uno degli anni 20' e il vecchio risalente all'800.

## Storia
L'etimologia del nome deriva dal latino da hortus (Orti) con l'aggiunta del suffisso -anus che indica possesso; 
Infatti il territorio era diviso in poderi, lavorato e abitato da mezzadri.
Presunta fondazione nel 1010 dal marchesato di Lunigiana e Liguria orientale, a cui facevano capo gli Obertenghi.
I primi documenti risalgono dal 1351 al Marchesato autonomo di Malgrate, assieme alle frazioni di Gragnana, Mocrone, Filetto. 
Dal 1531 passa alla linea dei Malaspina dello Spino fiorito di Godiasco e Fortunago.
Dal 1615 Cesare II, vendette il feudo alla Camera Ducale di Milano.
Dal 1641 agli Ariberti di Cremona a seguito della vendita del feudo dalla Camera Ducale di Milano.
Dal 1745 il controllo della frazione passa alla famiglia dei Fregareschi di Milano, congiunti Ariberti, fino alla rivoluzione francese.
Dal 1º agosto 1894 Orturano è stata staccata dal comune di Villafranca e annessa al comune di Bagnone.

## Monumenti e luoghi d'interesse
- Chiesa di Santa Maria Assunta in cielo del XVI secolo. Recentemente il suo organo secolare è stato restaurato e nell'agosto del 2022 è stato svolto un concerto dopo 50 anni di inattività.
- Oratorio San Giuseppe del XVIII secolo.

## Infrastrutture e trasporti
Orturano è servita dalla strada comunale denominata appunto via per Orturano. È raggiungibile tramite Bagnone, Malgrate e Agnetta. Da Orturano è possibile raggiungere le località di Canale e Vaggia.